# Through the Echoes
Through the Echoes is een nummer van de Schotse singer-songwriter Paolo Nutini uit 2022.
Na zijn derde studioalbum Caustic Love uit 2014 brengt Nutini een tijd lang geen nieuwe muziek uit. Pas in juli 2022 volgt zijn volgende album, Last Night in the Bittersweet. Als voorloper van dit album wordt op 11 mei de single "Through the Echoes" uitgebracht, met "Lose It" als B-kant. Het nummer, een countryballad, wordt door de muziekpers beschreven als een van de beste nummers van het album.
De single haalt de Nederlandse Top 40 niet en blijft steken in de Tipparade. In andere landen wordt de hitlijst ook niet gehaald. In 2023 komt de plaat wel in de Top 2000 van NPO Radio 2.

## NPO Radio 2 Top 2000
| Nummer met noteringen in de NPO Radio 2 Top 2000 | '23 | '24  |
| ------------------------------------------------ | --- | ---- |
| Through the Echoes                               | 868 | 1026 |

1. ↑  Een vetgedrukt getal geeft de hoogste notering aan.
2. ↑  2023 was het eerste jaar met een notering voor dit nummer.